# David Teniers, o Velho

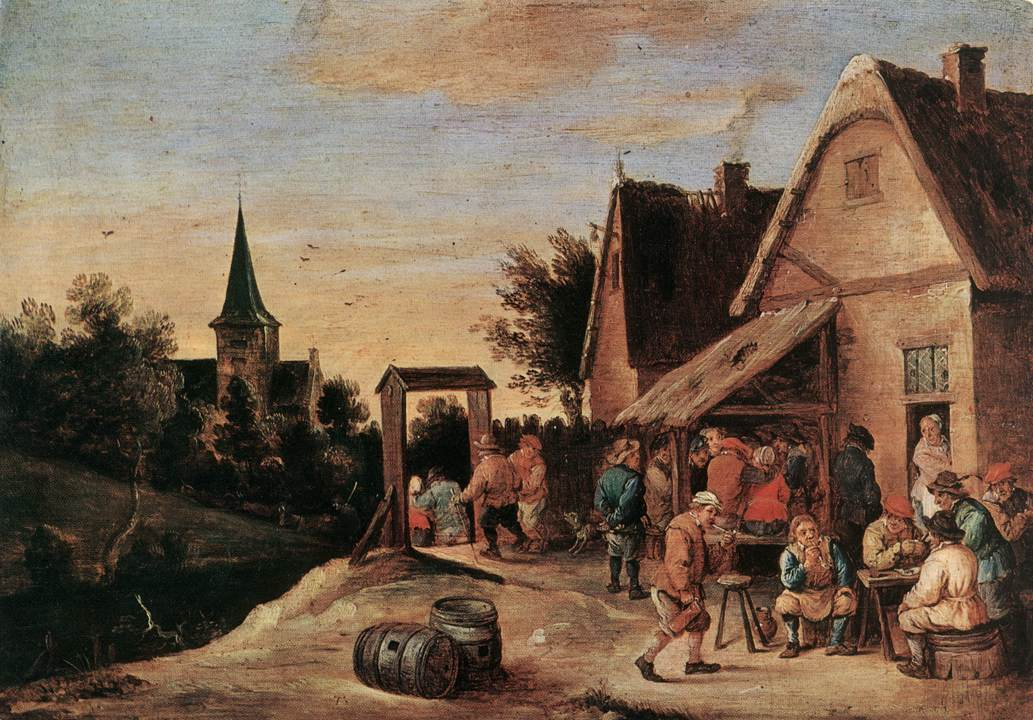
Celebração na Cidade, Accademia Carrara, Bergamo

David Teniers, o Velho (1582 - 29 de julho, 1649) foi um pintor flamengo nascido em Antuérpia. [carece de fontes?]
Estou inicialmente com seu irmão, Juliaan Teniers, após com Rubens em Antuérpia e, mais tarde, com Adam Elsheimer em Roma. Entrou para a Guilda de São Lucas de Antuérpia em 1606.
Trabalhava principalmente com pinturas de paisagens e cenas com camponeses, marcada com alto senso de humor, que muitas vezes eram confundidas com obras de seu filho, David Teniers, o Jovem.
Suas obras podem ser encontradas na Igreja de São Paulo, em Antuérpia, na National Gallery, em Londres e galerias de São Petersburgo, Madri, Bruxelas, Munique, Dresden e Berlin. 